# Puits Staffelfelden
Le puits Staffelfelden et une ancienne mine de potasse exploitée entre 1972 et 1998, située à Staffelfelden dans le Haut-Rhin et la région française d'Grand Est.

## Fonçage

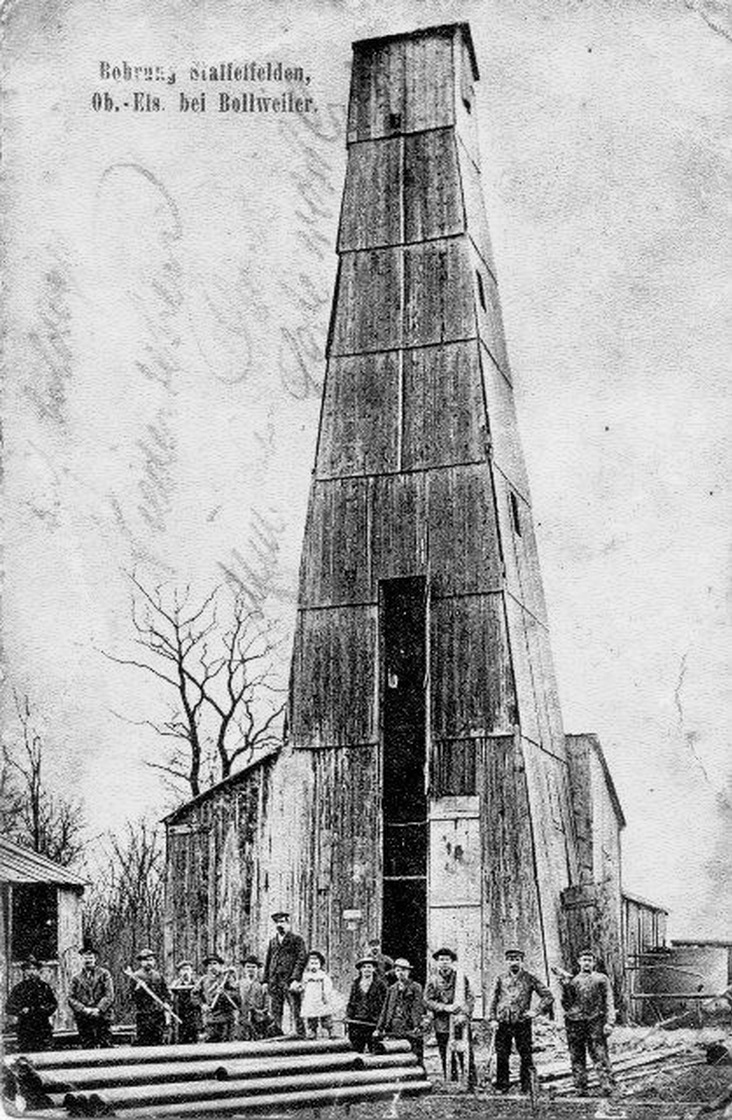
Sondage entrepris sur la commune vers 1906 par Joseph Vogt.

Dans les années 1950 des sondages positifs sont entrepris autour de la commune de Staffelfelden encourageant le creusement d'un puits. L'un des sondages a même révélé la présence de pétrole.
Le puits Staffelfelden est l'avant-dernier puits creusé dans le bassin potassique, son fonçage commence en 1968 pour s'achever en 1971 à la profondeur de 858 mètres.

## Exploitation

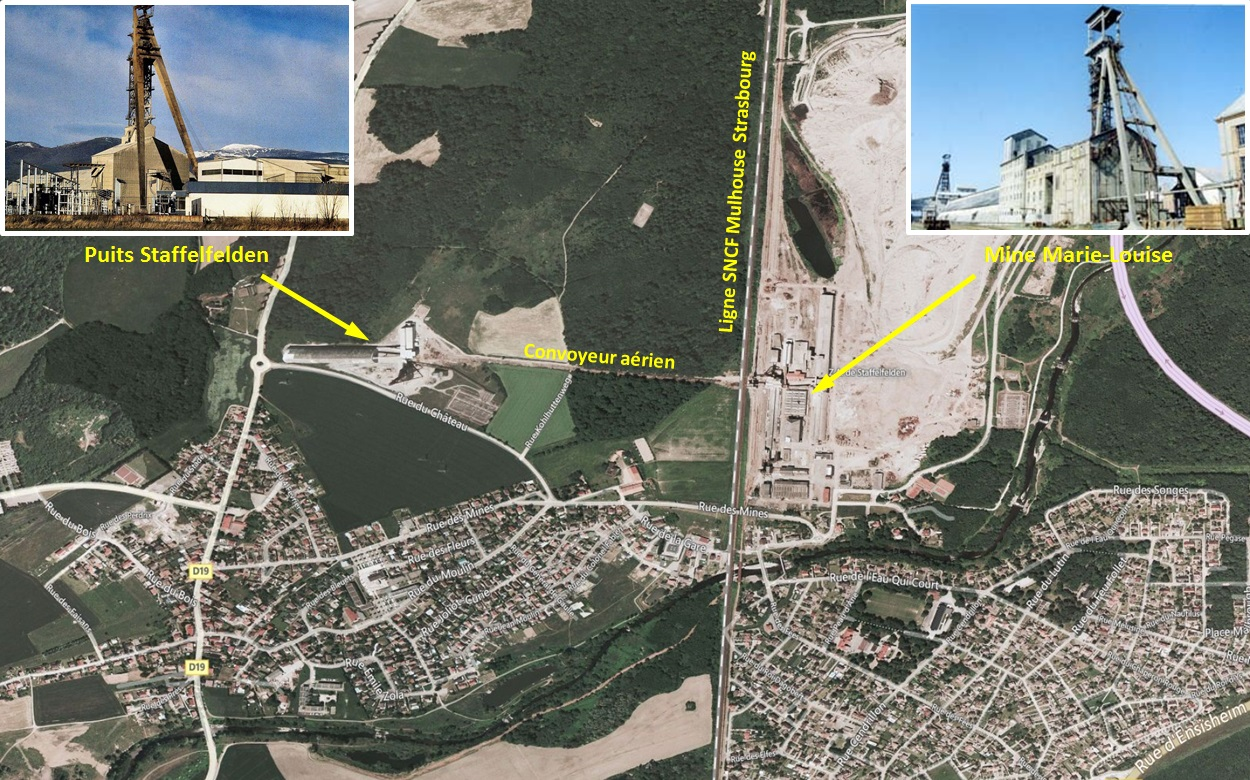
Installations de la Mine Marie-Louise à Staffelfelden (2002).

Un chevalement en acier de 73 mètres de haut (le plus haut de France), d'un poids de 750 tonnes est construit en 1971 par la société Vénot et les Établissements Montalev. Pendant la construction, une bigue en cours de fixation s'est détachée et a chuté, retardant de plusieurs mois la mise en route du puits. Le puits est entouré d'un bâtiment de recette, la machine d'extraction est fabriquée par Allgemeine Elektricitäts-Gesellschaft (AEG). Le carreau comporte également un hangar industriel à profil de carène, un moulin, des vestiaires, un transformateur électrique et corps de garde. Rare carreau minier du bassin potassique non relié au chemin de fer, le minerai extrait était acheminé jusqu'à l'usine de traitement thermique de la mine Marie-Louise voisine par un convoyeur aérien de 700 mètres de long qui enjambait la ligne Mulhouse-Strasbourg. 
L'exploitation débute finalement en 1972 avec une production s'élevant à 1 674 000 tonnes. Le record d'extraction est atteint dès 1978 avec 4 785 000 tonnes de sel extraites ce qui équivaut à la production de l'ensemble du bassin minier entre 1910 et 1921. Ce puits d'extraction faisait partie de la division Marie-Louise Ouest, dont le puits de service était le puits de Berrwiller. Le puits Staffelfelden est fermé en 1998.

## Reconversion
Après la fermeture, les installations du puits sont progressivement démantelées. En 2002, le grand hangar à profil de carène et le convoyeur aérien de liaison avec le puits Marie-Louise sont rasés. Le reste du carreau est démoli au cours de l'année 2003.
Le chevalement du puits Z à Gardanne (charbonnage) construit en  1986 et toujours visible en 2014, est une réplique exacte de celui du puits de Staffelfelden.